# Conseil national de la langue maltaise
Le Conseil national de la langue maltaise (Kunsill Nazzjonali ta’ l-Ilsien Malti) a été fondé en avril 2005 avec la promulgation de la loi sur la langue maltaise (Att dwar l-Ilsien Malti) (Chap. 470) adoptée par le Parlement maltais.
Son objet vise à réglementer la langue maltaise, à contrôler les nouveaux mots maltais et promouvoir cette langue standard en matière d'éducation et à d'autres nouveaux secteurs.
Le Conseil se compose de cinq commissions qui sont : les médias, l'éducation, la recherche linguistique, la traduction, la terminologie. L'objectif du Conseil est d'améliorer la langue par la modernisation de ses structures et le développement du maltais dans les technologies de l'information  et de protéger et promouvoir la langue maltaise.  Le Conseil national de la langue maltaise est membre de la Fédération européenne des institutions linguistiques nationales (FEILIN) dans l'UE.
La langue maltaise moderne est une langue sémitique, dialecte arabe maghrebin, héritière de l'arabe maltais, qui fait historiquement partie du siculo-arabe, avec le siqili (l'arabe sicilien, aujourd'hui disparu), un des dialectes ifriqiyens arabes. Relexifié à partir de superstrats principalement sicilien et italien, dans une moindre mesure français et plus récemment anglais.